# Saint-Didier (Jura)
Saint-Didier – miejscowość i gmina we Francji, w regionie Burgundia-Franche-Comté, w departamencie Jura.
Według danych na rok 1990 gminę zamieszkiwały 204 osoby, a gęstość zaludnienia wynosiła 68 osób/km² (wśród 1786 gmin Franche-Comté Saint-Didier plasuje się na 542. miejscu pod względem liczby ludności, natomiast pod względem powierzchni na miejscu 960.).